# Köpeczi Bócz István
Köpeczi Bócz István (Budapest, 1919. november 11. – Budapest, 1978. március 30.) magyar díszlet- és jelmeztervező, festőművész, grafikus, Jászai Mari-díjas (1969). 

## Életpályája
Az Iparművészeti Iskolán grafikusként végzett. 1940-től a Képzőművészeti Főiskola festő szakán Bernáth Aurél, valamint Szőnyi István  és Aba-Novák Vilmos voltak a mesterei. Ezzel egyidejűleg művészettörténetet is hallgatott az egyetemen. 1945-től 1951-ig az Iparművészeti Főiskola tanára volt. 1949-ig bélyegtervezéssel is foglalkozott, ettől kezdve főleg színpadképeket, díszleteket és jelmezeket tervezett. 1951-ben az Úttörő Színháznál dolgozott. 1952-54-ben az Ifjúsági Színház, 1954-56-ban a Petőfi Színház, 1956-tól haláláig pedig a Madách Színház tagja volt.
A filmgyárak és a televízió számára is dolgozott, továbbá könyveket illusztrált, plakátokat tervezett.

## Emlékezete
Sírja a Farkasréti temetőben található. (26/2/II parcella, N/A szakasz, 1. sor, 73. sír) 

## Díjai, elismerései
- 1941 • A budapesti állatkert plakátpályázatának III. díja
- 1943 • ENIT, III. díj
- 1969 • Jászai Mari-díj
- 1972 • Nemzetközi színpadművészeti kiállítás I. díja, Újvidék (SRB)
- Az újvidéki III. nemzetközi díszlet- és jelmezterv triennálé aranyérme

## Bélyegtervei
A Magyar Posta alábbi bélyegeinek terveit készítette:
- Vértanúk sor (1945) – 15 P címlete[7]
- Szabadsághőseink sor (1947) – valamennyi (12) címlet
- S.A.S. sor (1947) – valamennyi (4) címlet
- Centenárium sor (1948) 10. filléres címlet
- Lánchíd blokk (1948) – mindkét blokk
- Eötvös emlékbélyeg (1948)
- VIT sorozat (1949) – valamennyi (5) címlet
- VIT blokk (1949)
- Alkotmány (1949) – valamennyi (3) címlet

## Egyéni kiállításai
- 1955 • Fényes Adolf Terem, Budapest
- 1964, 1969 • Madách Színház előcsarnoka, Budapest

## Részvétel csoportos kiállításokon (válogatás)
- 1931 • Magyar Újságrajzoló Művészek Kiállítása, Nemzeti Szalon, Budapest
- 1943 • Magyar művészek olasz tárgyú képei, Nemzeti Szalon, Budapest
- 1948 • Plakátkiállítás, Nemzeti Szalon, Budapest
- 1949 • Moszkva (RUS)
- 1949 • Ipari kiállítás
- 1950 • 1. Magyar Képzőművészeti kiállítás, Műcsarnok, Budapest
- 1953 • Békeplakát és az 5 éves terv, Ernst Múzeum, Budapest
- 1954 • 5. Magyar Képzőművészeti kiállítás, Műcsarnok, Budapest
- 1955 • Képzőművészetünk tíz éve, Műcsarnok, Budapest
- 1956 • II. Magyar Plakátkiállítás
- 1957 • Magyar plakátkiállítás, Berlin (D)
- 1958 • Sportkarikatúra kiállítás; Testnevelési Tudományos Tanács Sportmúzeum, Budapest
- 1960 • Magyar Plakáttörténeti kiállítás, Műcsarnok, Budapest
- 1961 • IV. Magyar plakát kiállítás, Ernst Múzeum, Budapest
- 1965 • Színpadképek, MÉMOSZ, Budapest
- 1976 • Quadriennálé, Prága (CZ)

## Írásai
Szakcikkeket közölt a Színház című lapban, társszerzője volt A diákszínjátszásról (Bp., 1959) című könyvnek.

## Színpadtervei
- Shakespeare: Vízkereszt, vagy amit akartok
- III. Richárd
- Minden jó ha a vége jó
- Molière: Dandin György
- Németh László: A két Bolyai
- Brecht: Kurázsi mama és gyermekei
- Szomory Dezső: Hermelin